# Genebra
Genebra (em francês: Genève, em alemão: Genf, em italiano: Ginevra e em Romanche: Genevra) — o pagus Genevensis — é uma cidade da Suíça, localizada no Cantão de Genebra, no oeste do país, figurando como a segunda mais populosa cidade suíça, depois de Zurique — e a mais populosa da região da Romandia, a parte francófona da Suíça. Situada onde o rio Ródano deixa o Lago Lemano, no chamado Pequeno Lago ou Lago de Genèbra, é a capital do Cantão de Genebra. O gentílico de Genebra é genebrino/a.
A cidade propriamente dita tinha, em 2018, uma população de 201 741, e o cantão de Genebra contava 446 106 habitantes nesse mesmo período. A região da França que fazia limite com a região da Romandia, contava 293 000 habitantes em julho de 2009.
Como uma importante cidade global, Genebra é, ao lado de Nova York, o centro mais importante da diplomacia e da cooperação internacional em razão da presença de inúmeras organizações internacionais, fazendo de Genebra sede de diversos departamentos e filiais das Nações Unidas, da Cruz Vermelha e da UNESCO — fazendo com que a cidade tenha a alcunha de "Cidade da Paz", uma vez que lá foram assinadas diversos tratados em prol da paz mundial, incluindo, o durante a Convenções de Genebra que dizem sobretudo respeito ao tratamento de não-combatentes de guerra e Prisioneiros de Guerra.
Genebra é considerada um dos mais importantes centros financeiros do mundo, estando, segundo estudos de 2010, à frente de Tóquio, Chicago, Frankfurt e Sydney segundo a financeira Global Index, e em terceiro lugar na Europa, depois de Londres e Zurique. Em 2011, foi considerada a quinta cidade mais cara para se viver no mundo. Em 2019, Genebra, foi classificada entre as dez cidades mais habitáveis do mundo por Mercer juntamente com Zurique e Basileia.

## História e Antiguidade
Genebra aparece pela primeira vez na história como uma cidade fronteiriça, fortificada contra os celto-germânicos helvécios, chamada pelos romanos de Genava e conquistada por eles em 121 a.C. Tornou-se um episcopado no século IV. Em 443 d.C., foi tomada pela Borgonha, e com este último caiu para os francos em 534. Em 888 a cidade foi parte do novo Reino da Borgonha, e com ela foi adquirida em 1033 pelo imperador alemão. De acordo com relatos lendários encontrados nas obras de Gregorio Leti ("Historia Genebra", Amsterdã, 1686), Genebra foi cristianizada por Dionísio Areopagita e Paracodus, dois dos setenta e dois discípulos, no tempo de Domiciano. Dionísio passou depois para Paris e Paracodus tornou-se o primeiro Bispo de Genebra, mas a lenda é baseada num erro resultante da semelhança entre os nomes latinos Genava (Genebra) e Genoa (Génova, no norte da Itália). O chamado "Catálogo de St. Pierre", onde consta o nome de São Diogenus (Diógenes) como o primeiro Bispo de Genebra, não é confiável.
Uma carta de Santo Eucherius para Salvius torna quase certo que Santo Isaac (c. 400) foi o primeiro bispo. Em 440 São Salonius aparece como Bispo de Genebra; ele era um filho de Santo Eucherius, a quem dedicou seu último Instructiones; tomou parte nos Conselhos de Orange (441), Vaison (442) e Arles (cerca de 455 ), e é supostamente o autor de dois comentários pequenos, em parábolas Salomonis e Ecclesisastis (publicada no PL, LII, 967 sqq., 993 sqq. como obras de um bispo de outra forma desconhecido, Salonius de Vienne).

## Estatísticas
Segundo o Departamento Federal de Estatísticas e o de Genebra obtém-se estes valores:
- População da cidade de Genebra (Dez. 2003): 184 758, dos quais 44,2% são estrangeiros;
- População do cantão de Genebra (Dez. 2003): 434 500, dos quais 38,7% estrangeiros;
- População (2000) da aglomeração de Genebra: 640 000;
- 1700 — 17 500;
- 1650 — 12 300;
- 1590 — 14 400;
- 1580 — 17 300;
- 1560 — 21 000 Entre 1550 e 1560 há um crescimento dramático da população que se explica pela busca de refúgio dos protestantes franceses (os chamados huguenotes);
- 1550 — 3 000.

## Reforma

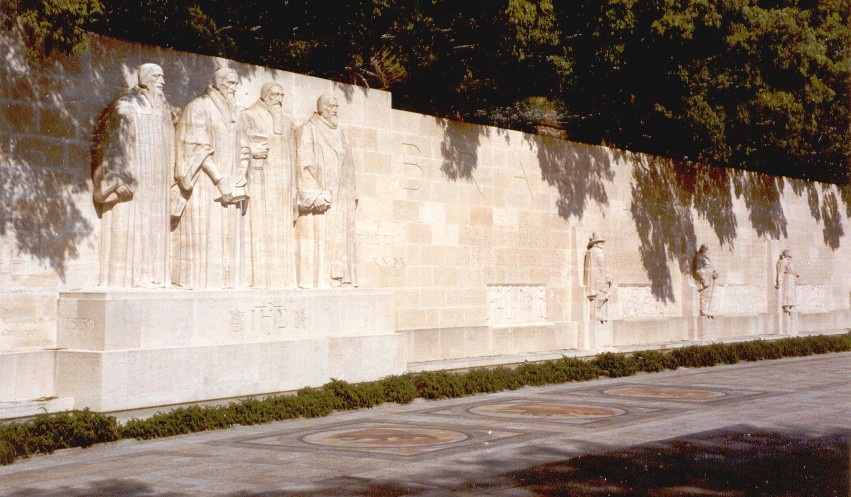
Muro da Reforma Protestante em Genebra

A Reforma Protestante influenciou Genebra. Enquanto Berna favoreceu a introdução do novo ensino e exigiu a liberdade de pregação para os reformadores Guilherme Farel e Antoine Froment, a católica de Friburgo, em 1511, renunciou a sua lealdade com Genebra. Em 1532, o bispo católico da cidade foi obrigado a abandonar a sua residência, para nunca mais voltar. Em 1536, os genebrinos se declararam protestantes e proclamaram sua cidade uma república. O líder protestante João Calvino residiu em Genebra de 1536 até sua morte em 1564 (exceto no período de seu exílio de 1538 a 1541) e se tornou o líder espiritual da cidade. Genebra tornou-se um centro de atividade protestante, produzindo obras como o Saltério de Genebra, embora houvesse muitas tensões entre Calvino e as autoridades civis da cidade. Embora a cidade propriamente dita permanecesse um reduto protestante, uma grande parte da diocese histórica retornou ao catolicismo no início do século XVII.

## Sede de organizações internacionais
Devido à notória neutralidade suíça, Genebra foi escolhida para albergar um grande número de organizações de cooperação internacional. Assim a chamada Genebra Internacional conta com mais de 20 organizações internacionais e mais de 250 organizações não governamentais (ONG). Entre as primeiras destacam-se a sede europeia das Nações Unidas, a Organização Mundial da Saúde, o Comité Internacional da Cruz Vermelha fundado pelo Suíço Jean Henri Dunant, ou a Organização Europeia para a Investigação Nuclear;
- Comitê Internacional da Cruz Vermelha (CICR)
- Organização das Nações Unidas (ONU) — sede europeia
  - Alto Comissariado das Nações Unidas para os Direitos Humanos (HCDH)
  - Alto Comissariado das Nações Unidas para os Refugiados (HCR)
- Organização Europeia para a Investigação Nuclear (CERN)
- Organização Internacional do Trabalho (OIT)
- Organização Meteorológica Mundial (OMM)
- Organização Mundial da Propriedade Intelectual (OMPI)
- Organização Mundial da Saúde (OMS)
- Organização Mundial do Comércio (OMC)
- Organização Mundial do Movimento Escoteiro (OMME)
- União Internacional de Química Pura e Aplicada (IUPAC)
- União Internacional das Telecomunicações (UIT)

Lista completa disponível na IGO, em francês.

## Economia

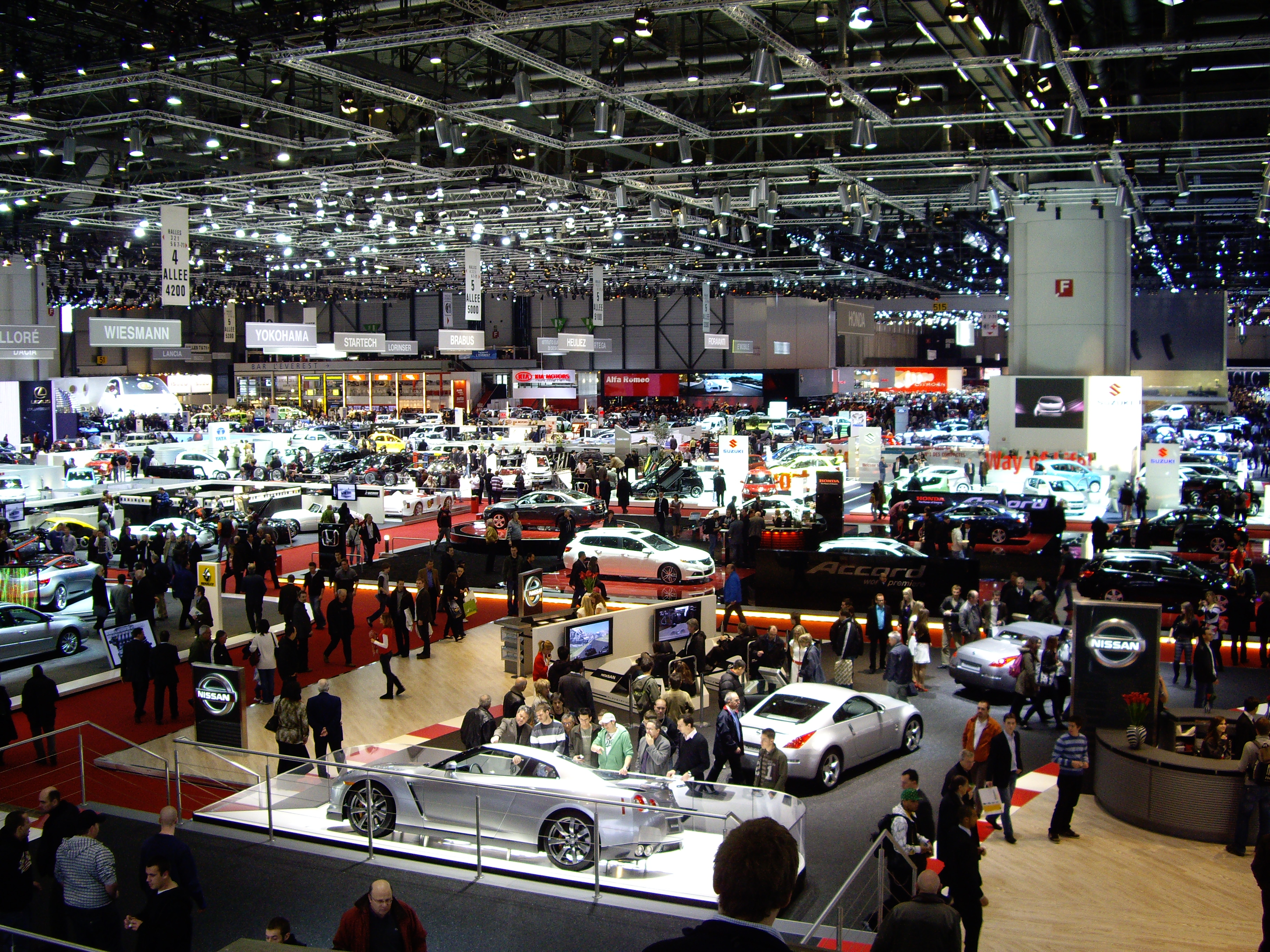
Salão Automóvel de Genebra, 2008

A economia de Genebra é principalmente orientada para serviços. A cidade tem um setor financeiro importante e antigo, que é especializada em Banco privado (Com gestão de cerca de 1 bilhão de dólares ativos) e ao financiamento do comércio internacional. É também um importante centro de comércio de comodidades.
Genebra acolhe a sede internacional de empresas como PrivatAir, JT International (JTI), Mediterranean Shipping Company, a Serono, SITA, Société Générale de Surveillance e STMicroelectronics. Muitas outras empresas multinacionais como a Caterpillar, DuPont, Take Two Interactive, a Electronic Arts, a INVISTA, Procter & Gamble e Sun Microsystems têm a sua sede européia na cidade. Hewlett Packard em Genebra tem sede na Europa, África e Oriente Médio.
Existe uma longa tradição de relojoaria (Baume et Mercier, Charriol, Chopard, Franck Muller, Patek Philippe, Rolex, Raymond Weil, Omega, etc.) Dois grandes produtores internacionais de aromas e fragrâncias, Firmenich e Givaudan, têm a sua sede e instalações de produção principal, em Genebra.
Muitas pessoas também trabalham nos escritórios de várias organizações internacionais localizadas em Genebra (cerca de 24 000 em 2001).
O Salão Automóvel de Genebra é um dos mais importantes no mundo. A exposição é realizada no Palexpo, um gigantesco centro de convenções localizado ao lado do Aeroporto Internacional.
Em 2009, Genebra foi classificada como a quarta cidade mais cara do mundo. Genebra desceu de quarto para oitavo lugar na pesquisa daquele ano. Genebra é classificada atrás de Tóquio, Osaka e Moscou em primeiro, segundo e terceiro respectivamente. Genebra também venceu Hong Kong, que ficou em quinto lugar.

## Qualidade de vida
Em 2019, Genebra, foi classificada entre as dez cidades mais habitáveis do mundo por Mercer juntamente com Zurique e Basileia.

## Educação

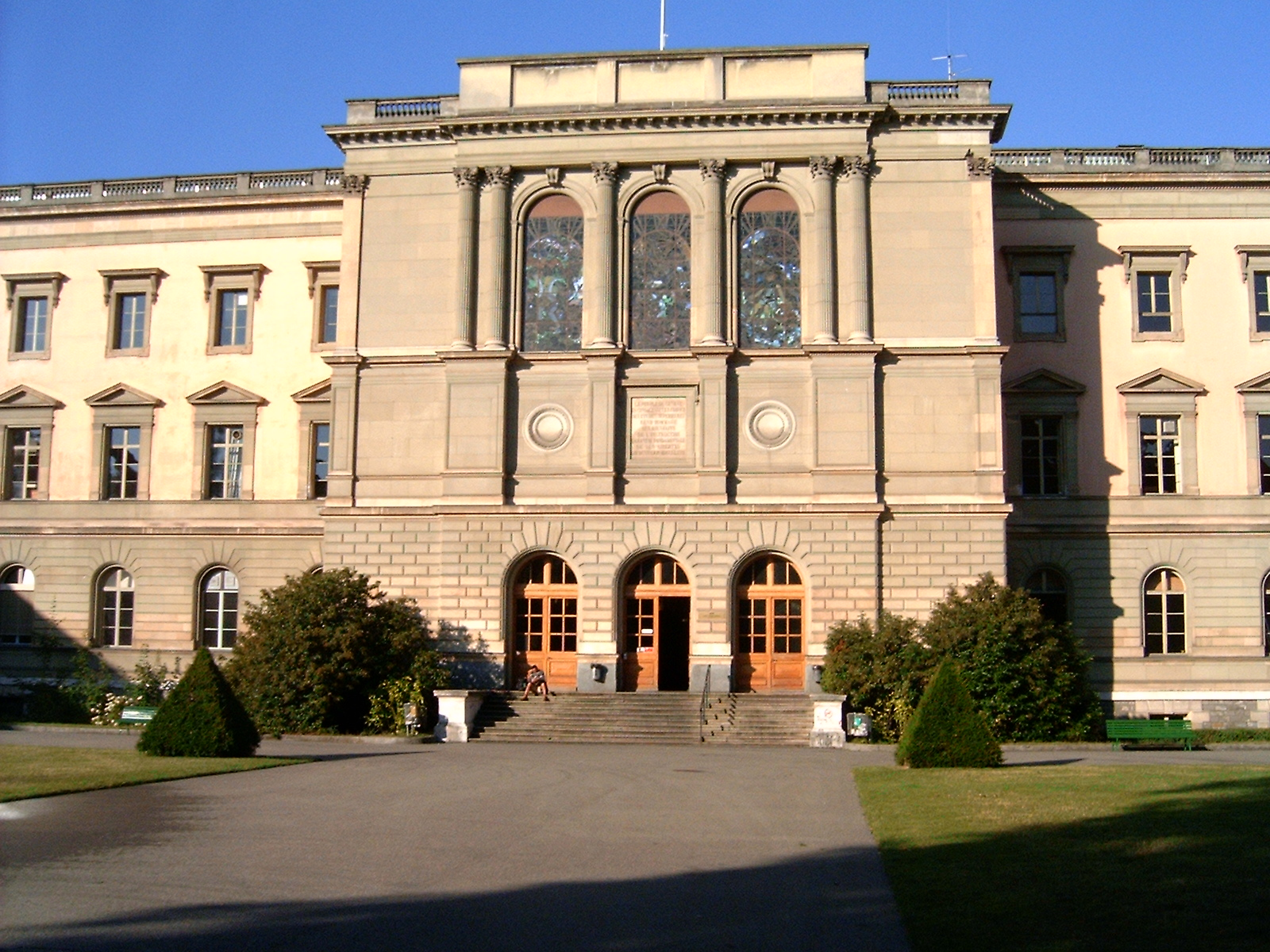
Universidade de Genebra

Genebra abriga a Universidade de Genebra, fundada por João Calvino em 1559. O Instituto de Pós-Graduação de Estudos Internacionais e Desenvolvimento é também em Genebra. O Instituto de Pós-Graduação foi uma das primeiras instituições acadêmicas para ensinar as relações internacionais no mundo. Além disso, a escola internacional mais antiga do mundo está localizado em Genebra, a Escola Internacional de Genebra, fundada em 1924, juntamente com a Liga das Nações. A Webster University, uma universidade norte-americana, também tem um campus em Genebra. Além disso, a cidade abriga o Instituto Internacional de Lancy (fundado em 1903).
A Escola de Genebra de Diplomacia e Relações Internacionais é uma universidade privada em razão do Château Penthes, uma mansão antiga com um parque e vista para o Lago Genebra.
No cantão de Genebra, o sistema de escolas públicas tem escolas primárias (idades 4–12) e os ciclos de orientação (idades 12–15). A obrigação de frequentar a escola termina aos 16 anos, mas o ensino secundário é ministrado por faculdades (idades 15–19),sendo que o mais antigo deles é o "College Calvin", o que poderia ser considerada uma das mais antigas escolas públicas de todo o mundo.
Genebra tem também várias escolas privadas. No entanto, fora de todas as instituições há o CERN (Organização Europeia para Pesquisa Nuclear) é provavelmente o mais conhecido a nível mundial. Fundado em 1954, o CERN foi um dos primeiros joint ventures em toda a Europa e desenvolveu-se como o maior laboratório do mundo da física de partículas. Físicos de todo o mundo viajam ao CERN para realizarem pesquisas e explorar as forças fundamentais e materiais que formam o universo.

## Atrações culturais

### Festas e salões
Genebra acolhe numerosas festas e manifestações ao longo do ano, entre as quais se destacam:
- Salon International de l'Auto
- O Salão Internacional do Livro e da Imprensa, em Abril-Maio
- A festa da música em Junho
- Bol d'Or, regata em meados de Junho
- «Lake Parade». em Julho
- «Fêtes de Genève». Julho-Agosto
- «Festival de la Bâtie». em Setembro
- A comemoração da Escalada, em Dezembro

### Música e teatro
- A Orquestra da Suisse Romande
- «Grand Théâtre». (opera e ballet)
- «L'Orchestre de Chambre de Genève»
- «AMR». (jazz)
- «Usine». (rock)
- «Comédie de Genève»
- «Théâtre de Carouge»
- «Théâtre de Saint-Gervais»
- «Théâtre Am Stram Gram»

### Museus
- Museu de Arte e História
- Museu Rath
- Museu Ariana
- Museu Internacional da Reforma Protestante
- «Museu de história natural»
- «Museu Etnográfico»
- «Museu de arte moderna e contemporânea»
- «Museu da Cruz-Vermelha e do Croissant-Rouge»
- Museu Internacional da Reforma Protestante de Genebra
- «Museu Patek Philippe»
- «Museu internacional do automóvel»

## Personalidades célebres de Genebra
- Gustave Ador, político
- Louis Appia — médico e humanista
- Frédéric Boissonnas, fotógrafo
- Charles Bonnet, biólogo e filósofo
- João Calvino, teólogo cristão
- Philippe Chappuis ("Zep"), autor de histórias em quadrinhos
- Guillaume-Henri Dufour — o General Dufour, humanista
- Henri Dunant, humanista
- Georges Favon, político
- Louis Favre — engenheiro
- James Fazy, político
- Lova Golovtchiner, humorista e ator de teatro
- Jean-Pierre Goretta, repórter
- Jeanne Hersch, filósofa
- Théodore Maunoir — médico e humanista
- Alain Morisod, pianista e produtor
- Gustave Moynier — jurista e humanista
- Jacques Necker, político francês
- Francesca Mazzola, cantora italiana
- Jean Jacques Rousseau, filósofo
- Marc Rosset, ex-tenista
- Ferdinand de Saussure, lingüista
- Philippe Senderos, jogador de futebol
- Mini-Bill, cover suíço oficial do cantor alemão Bill Kaulitz
- Léo Ramos, cantor

### Imagens
- «Local.ch» (em inglês). Visitado:Fen.2014